# Richard Baumann (Theologe)
Richard Baumann (* 5. August 1899 in Stuttgart; † 2. Januar 1997 in Tübingen) war ein deutscher Theologe und Buchautor.
Er studierte evangelischen Theologie in Tübingen, wo er Mitglied der Studentenverbindung AG Rothenburg war, und Marburg. Seit war er 1922 Pfarrer der Evangelischen Landeskirche in Württemberg. Aufgrund seines Bibelstudiums und unter dem Eindruck des Kirchenkampfes während des Dritten Reiches sowie intensiven Kontaktes zu katholischen Christen v. a. während des Zweiten Weltkrieges kam er ab 1941 zu der Überzeugung, dass der nach Matthäus 16,18f. und Johannes 21,15–17 von Jesus dem Simon Petrus übertragene Auftrag als ein bis ans Ende der Zeiten fortdauerndes Amt zu verstehen sei, das im römischen Papst verwirklicht sei. Seit einem mystischen Erlebnis am 19. August 1942 in Binzwangen  sah er sich beauftragt, die Evangelische Kirche mit der Römisch-katholischen Kirche zu vereinen.
Diese erstmals 1946 öffentlich geäußerte Auffassung brachte ihn in Konflikt mit seiner evangelischen Landeskirche, die dies für unvereinbar mit ihren Glaubensgrundlagen hielt und Baumann 1947 in den Wartestand versetzte. Da dieser nicht freiwillig auf sein Amt verzichten wollte, kam es 1953 zum ersten Lehrzuchtverfahren in der Geschichte der EKD. Dieser Prozess aufgrund einer eigens erlassenen Lehrzuchtordnung endete mit der Entfernung Baumanns aus dem Pfarramt. Das Vorgehen und Urteil des Spruchkollegiums bei diesem Verfahren wurde auch von evangelischen Autoren (u. a. Hans Asmussen und Max Lackmann) z. T. heftig kritisiert.
Ein Kernpunkt der Kritik am Lehrprozess gegen Richard Baumann besteht darin, dass das kirchliche Spruchkollegium unter dem Vorsitz des Landesbischofs es abgelehnt hatte, eine verbindliche Lehre zur Frage der Dauer des Petrus-Amtes abzugeben (wie Baumann es gefordert hatte; für diesen Fall hatte er einen Widerruf seiner Thesen angeboten), gleichzeitig aber de facto die herrschende Lehrmeinung durch das Urteil gegen Baumann rechtlich verbindlich gesetzt hat.
Am Zweiten Vatikanischen Konzil nahm Baumann als inoffizieller Beobachter teil. Nachdem er sich lange vergeblich bemüht hatte, innerhalb der evangelischen Kirche Gehör für sein Anliegen einer Wiedervereinigung mit Rom zu finden, konvertierte er 1982 zur katholischen Kirche.

## Werke
- Herr, bist du es? (Stuttgart 1946)
- Des Petrus Bekenntnis und Schlüssel (Stuttgart 1950)
- Evangelische Romfahrt (Stuttgart 1951)
- Primat und Luthertum (Tübingen 1953)
- Fels der Welt (Tübingen 1956)
- Prozess um den Papst (Tübingen 1958)
- Ein allgemeines freies Konzil (Würzburg 1960)
- Ein Lutheraner im Vatikan (Essen 1962)
- Von Johannes zu Paulus (München 1963)
- Hoffnung aus Sankt Paul (Essen 1966)
- Auf Luthers Wegen in Rom (Rottweil/Neckar 1969)
- Evangelisches Marienlob heute (Rottweil/Neckar 1969)
- Wallfahrt (Rottweil/Neckar 1970)
- Unser Name ist Petrus (Rottweil/Neckar 1970)
- Das große Zeichen (Aschaffenburg 1971)
- Die Miterlöserin (Aschaffenburg 1973)
- Der Lehrprozess (Rottweil/Neckar 1974)
- Marias Stunde kommt (Aschaffenburg 1974)
- Stuttgart-Rom, Zur Versöhnung in der Christenheit (Rottweil 1975)
- Luthers Eid und Bann (Aschaffenburg 1977)
- Gottes wunderbarer Ratschluß (Abensberg 1984)
- Was Christus dem Petrus verheißt (Stein am Rhein 1988)
- Der eine Abendmahlssaal (Heiligkreuztal 1988)
- Mein 90. Jahr (Heiligkreuztal 1991)